# 赤色大風暴
《平凡英雄》（英語：Fatal Termination）是1990年上映的一部香港動作電影，由高飛監製及演出，由呂良偉、任达华、高飛、李賽鳳和苗僑偉主演。1990年3月3日在香港上映。

## 劇情
政治部警官李吉米，追查一宗軍火案時，他懷疑機場海關貨倉主管苗震凡為內鬼（二五仔），苗被調查，後更被殺。
范的妹妹阿月及妹夫阿莊得知後，決定要為范報仇，米經調查後發現上司和黑幫龍頭高莫夫，米得知後顯得驚訝
高最後把莊的妻子及女兒捉走，並把兩人綁在半空，莊最後把月救走，兩人一起對付高……

## 人物角色
| 演員   | 角色   | 粵語配音 | 備註／關係                                     |
| 呂良偉 | 阿莊   | 林保全   | 阿月之夫，為苗震凡報仇                         |
| 李賽鳳 | 阿月   |          | 阿莊之妻，苗震凡之妹                           |
| 任达华 | 李吉米 | 黃志成   | 政治部警官                                     |
| 苗僑偉 | 苗震凡 | 陳欣     | 機場海關貨倉主管，被高莫夫殺死                 |
| 高飛   | 高莫夫 | 盧雄     | 大反派，黑幫頭號首領                           |
| 劉丹   | 阿劉   | 馮永和   | 李吉米的同事                                   |
| 威龍   | 威龍   | 張炳強   | 李吉米、苗震凡之上司，和高莫夫合作             |
| 張國樑 | 比利   |          | 政治部警員，被威龍威脅自己不能控告他殺死苗震凡 |
| 孫國明 |        |          | 高莫夫手下兼打手                               |
| 霍永富 | 阿富   |          |                                                |